# Il conquistatore del mondo
Il conquistatore del mondo (It Conquered the World), conosciuto anche come Conquistò il mondo, è un film horror fantascientifico statunitense indipendente del 1956 prodotto e diretto da Roger Corman ed interpretato da Peter Graves, Lee Van Cleef, Beverly Garland, and Sally Fraser. Il conquistatore del mondo è stato distribuito nei cinema dalla American International Pictures in doppia programmazione con The She-Creature.

## Trama
Lo scienziato Tom Anderson intercetta la voce di un alieno del pianeta Venere nel suo trasmettitore radio. L'alieno afferma che vuole venire in pace sulla Terra dove vuole rendersi utile eliminando le emozioni; in realtà l'alieno ha intenzione di conquistare il mondo sottomettendo gli esseri umani attraverso il suo potere telepatico. Anderson accetta e l'alieno tenta di "assimilare" un suo collega, il dottor Nelson. L'alieno quindi taglia tutte le linee elettriche del mondo e rende inutilizzabili gli oggetti che funzionano con l'energia elettrica, compresi i sistemi di accensione dei veicoli a motore, così che il dottor Nelson è costretto ad usare il cavallo o la bicicletta.
Dopo aver ucciso una creatura volante che trasporta il dispositivo di controllo mentale, Nelson torna a casa e scopre che anche sua moglie è stata assimilata. La donna tenta poi di assimilare anche lui con un'altra creatura volante e Nelson la uccide. A questo punto, gli unici rimasti non ancora sotto controllo mentale sono Anderson, sua moglie e un piccolo gruppo di soldati accampati nei boschi. Il dottor Nelson convince alla fine Anderson del fatto che ha commesso un terribile errore alleandosi con una creatura che vuole dominare il mondo. Scoprono quindi che la moglie di Anderson ha preso un fucile e si è recata nel punto dove si trova l'alieno per cercare di ucciderlo, ma il mostro la uccide prima che i due arrivino. Dopo essersi accorto di avere perso ciò che aveva di più caro, il dottor Anderson uccide il mostro, rimanendo a sua volta mortalmente ferito.

## Produzione
La sceneggiatura del film venne scritta da Lou Rusoff, ma prima che fosse completata, il fratello di Rusoff morì ed egli dovette partire per il Canada. Corman chiamò quindi Charles B. Griffith per una riscrittura finale, due giorni prima dell'inizio delle riprese; Griffith, tuttavia, non volle che il suo nome fosse accreditato sullo schermo. Griffith recitò anche nel film nella piccola parte di uno scienziato.
Il design della creatura era un'idea di Corman, e pensava che proveniente da un grande pianeta, Esso si sarebbe evoluto per affrontare la pesante gravità e sarebbe quindi basso per terra. 

### Location
Il film venne girato nelle Bronson Caves (per la maggior parte delle riprese esterne), una zona desolata e brulla denominata anche Bronson Canyon.

## Distribuzione
Il conquistatore del mondo fu distribuito nei cinema dalla AIP nel luglio del 1956 in doppia programmazione con The She-Creature.
Il film originariamente ha ricevuto un certificato "X" nel Regno Unito, il che significa che il film poteva essere visto solo dagli adulti. In questione, la scena della creatura distrutta da una fiamma ossidrica è stata vista come una crudeltà verso gli animali. Tuttavia, il produttore Samuel Z. Arkoff ha convinto il board del film che la violenza era contro una persona ultraterrena e non un animale, guadagnando il film con il suo certificato di passaggio.
Durante gli anni sessanta Il conquistatore del mondo fu trasmesso in syndication in televisione dalla American International Television. Le versioni VHS del film furono distribuite negli anni novanta dalla (RCA Columbia Home Video). Il film non è stato distribuito in DVD o Blu-ray negli Stati Uniti o nel Regno Unito.
In Italia il film venne distribuito in VHS dalla Videogram e in DVD nel gennaio 2017 dalla Golem Video.

## Critica
Chicago Reader ha dato al film un giudizio generale positivo: "Sorprendentemente, questo film del 1953 non è niente male [...]". La rivista Time Out, invece, ha dato al film un giudizio negativo, criticandolo per i suoi poveri effetti speciali. Leonard Maltin lo ha definito un film "ben interpretato e interessante, ma goffamente raccontato". All Movie Guide ha dato al film tre stelle su cinque, definendolo un film "superiore alla media" di quegli anni.

## Remake
Nel 1966 è stato realizzato un remake per la TV intitolato Zontar: The Thing from Venus, diretto da Larry Buchanan.